# Ghiacciaio Barnett
Il ghiacciaio Barnett è un ampio ghiacciaio situato sulla costa di Pennell, nella regione nord-occidentale della Dipendenza di Ross, in Antartide. In particolare, il ghiacciaio, il cui punto più alto si trova a circa 1000 m s.l.m., ha origine nella parte orientale dei monti ANARE, in particolare da un punto poco a sud del monte Elliot, e da qui fluisce in direzione sud-est per poi svoltare a est, scorrendo lungo la parte meridionale della penisola Tapsell fino a entrare nell'insenatura di Smith, tra le cime Quam, a sud, e capo Moore, a nord. Durante il tragitto, il flusso del ghiacciaio Barnett viene arricchito da quello di diversi altri ghiacciai suoi tributari, tra cui il McElroy.

## Storia
Il ghiacciaio Barnett è stato mappato per la prima volta dallo United States Geological Survey grazie a fotografie scattate dalla marina militare statunitense (USN) durante ricognizioni aeree e terrestri effettuate nel periodo 1960-63, e così battezzato dal Comitato consultivo dei nomi antartici in onore di Donald C. Barnett, ingegnere topografico dell'USGS.